# Kaliumbromat
Kaliumbromat (KBrO3) ist das Kaliumsalz der Bromsäure.

## Eigenschaften

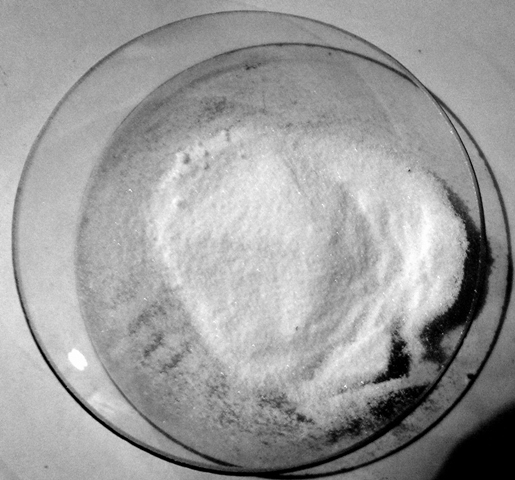
Kaliumbromat

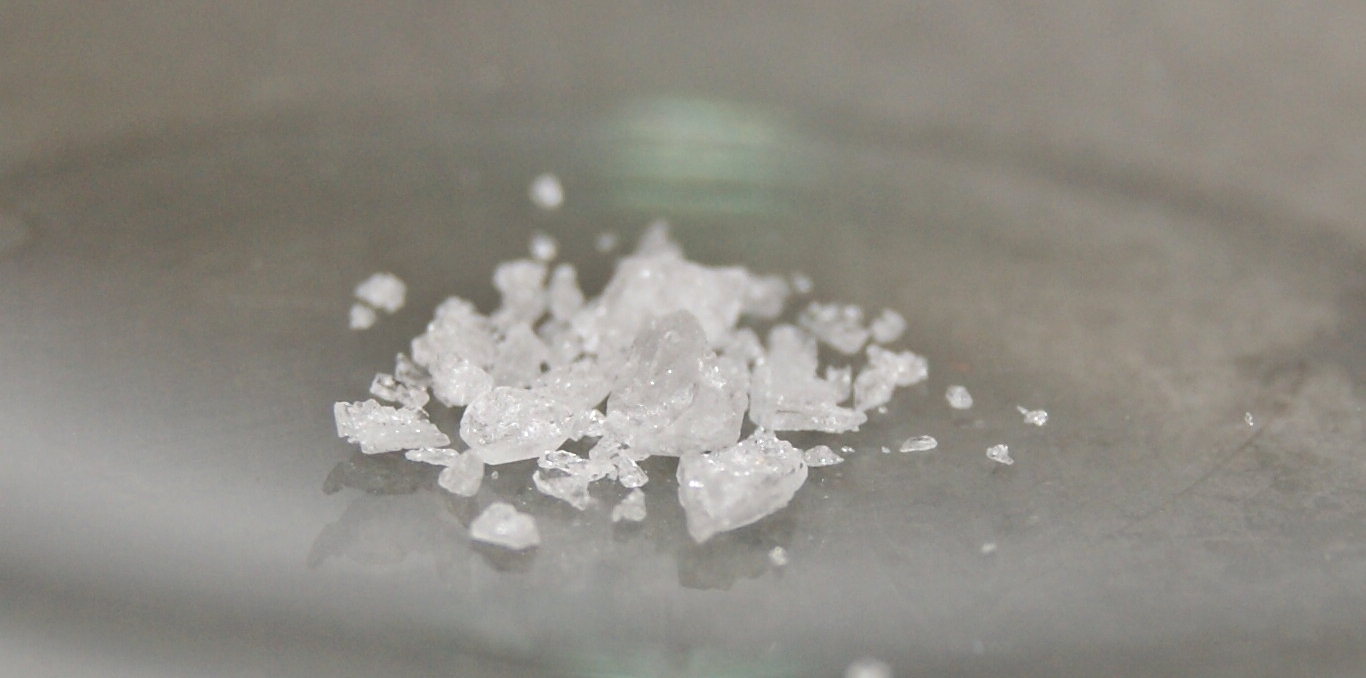
Kaliumbromat-Kristalle

Kaliumbromat ist ein weißes, kristallines Pulver mit der Dichte 3,27 g/cm3. Es besitzt einen Schmelzpunkt von 350 °C. Bei 370 °C erfolgt Zersetzung unter Abspaltung von Sauerstoff. Kaliumbromat ist löslich in Wasser und nahezu unlöslich in Alkohol. Die Löslichkeit in Wasser steigt mit steigender Temperatur.
| Löslichkeit in Wasser[6] |                |     |     |      |      |      |      |
| Temperatur               | in °C          | 0   | 20  | 40   | 60   | 80   | 100  |
| Löslichkeit              | in g/100 g H2O | 3,1 | 6,9 | 13,1 | 22,0 | 33,9 | 49,7 |
Bromate sind bedeutend stärkere Oxidationsmittel als Chlorate und reagieren teilweise schon in wässriger Lösung, was auch ihre gegenüber Chloraten erhöhte Giftigkeit und die krebserzeugende Wirkung begründet.
Gemische aus Kaliumbromat und brennbaren Substanzen wie Phosphor oder Schwefel sind hochexplosiv und reibungsempfindlich. Kaliumbromat gibt dabei seinen Sauerstoff ab und wird zu Kaliumbromid reduziert.
Kaliumbromat kristallisiert in der Raumgruppe R3m (Raumgruppen-Nr. 160) mit den Gitterparametern a = 601,1 pm und c = 815,2 pm. In der Elementarzelle befinden sich drei Formeleinheiten.
Die Standardbildungsenthalpie von Kaliumbromat beträgt bei 298,15 K ΔHF0 = -361,50 kJ·mol−1,
die Freie Bildungsenthalpie beträgt ΔGF0 = -271,2 kJ·mol−1.
Die Lösungsenthalpie beträgt ΔH0sol = 40,58 kJ·mol−1.
Die Wärmekapazität bei konstantem Druck beträgt Cp = 105,2 J·mol−1·K−1.

## Gewinnung und Darstellung
Die Synthese von Kaliumbromat erfolgt durch Zugabe von Brom in heißer konzentrierter Kalilauge. Hierbei fällt das entstehende Kaliumbromat aus der Lösung aus, während das gleichzeitig entstehende, leichter lösliche Kaliumbromid in Lösung bleibt.
{\displaystyle {\ce {Br2 + 2KOH -> KBr + KOBr + H2O}}}
{\displaystyle {\ce {3KOBr -> 2KBr + KBrO3}}}

## Verwendung
Kaliumbromat wird als Oxidationsmittel in der Maßanalyse (Bromatometrie) als Urtitersubstanz für die Bestimmung von Arsen, Antimon und Zinn verwendet. Außerdem wird es als Einkristall in der Piezoelektrik verwendet.
Die Verwendung von Kaliumbromat als Lebensmittelzusatzstoff ist in vielen Ländern verboten, unter anderem in der EU (seit 1992), Kanada (seit 1994), China, Argentinien, Brasilien und Indien, da es als gesundheitsschädlich gilt und von der Internationalen Agentur für Krebsforschung als „möglicherweise karzinogen“ eingestuft wurde. Nicht verboten ist Kaliumbromat in den USA, wo es bei der Produktion von Backwaren als Mehlbehandlungsmittel zur Verbesserung des Backverhaltens eingesetzt wird. Kalifornien hat als erster Bundesstaat ein Verbot für Kaliumbromat in Lebensmitteln beschlossen, das ab 2027 gilt.